# إل بينار (غرناطة)
بلدية إل بينار (بالإسبانية: El Pinar) هي بلدية تقع في مقاطعة غرناطة التابعة لمنطقة أندلوسيا جنوب إسبانيا.

## الديموغرافيا
بلغ عدد سكان بلدية إل بينار 1.009 نسمة عام 2011 (وفقاً للمعهد الوطني الإسباني للإحصاء).
| 1.286 | 1.210 | 1.176 | 1.125 | 1.067 | 1.039 | 1.009 |